# Herbert Weinberg
Herbert Weinberg (* 27. Januar 1939 in Essen) ist ein ehemaliger deutscher Fußballspieler.

## Laufbahn

### Amateur und Oberliga Nord, bis 1961
Bei den Blau-Schwarzen vom Sportplatz am Kaiserpark, dem BV Altenessen 06, durchlief Herbert Weinberg alle Jugendklassen und erlebte auch die Anfänge im Seniorenbereich in der Bezirksklasse. Mit 20 Jahren wurde das Flügelstürmertalent zur Runde 1959/60 von Hannover 96 unter Vertrag genommen und wechselte in die Fußball-Oberliga Nord. Sein Debüt in der norddeutschen Oberliga feierte das Offensivtalent aus Altenessen sofort am ersten Spieltag, dem 16. August 1959, beim 2:1-Heimerfolg gegen den Hamburger SV. Weinberg stürmte auf Rechtsaußen und hatte es dabei insbesondere mit dem HSV-Verteidiger Franz Klepacz zu tun. Unter Trainer Günter Grothkopp platzierten sich die „Roten“ auf den fünften Rang und der Neuzugang brachte es auf 27 Einsätze und erzielte dabei vier Tore. Mit seinem Einsatz am Schlusstag der Runde 1960/61, am 30. April 1961, beim VfR Neumünster verabschiedete sich Weinberg wieder aus Hannover und kehrte nach Essen zurück, wo er sich ab der Runde 1961/62 Rot-Weiss Essen anschloss. Von 1959 bis 1961 hatte er insgesamt 44 Oberligaspiele für Hannover absolviert und dabei fünf Tore erzielt.

### Essen, 1961 bis 1973
Der Deutsche Meister des Jahres 1955, Rot-Weiss Essen, war 1961 aus der Oberliga West in die 2. Liga abgestiegen. Weinberg absolvierte 1961/62 an der Seite der Routiniers Fritz Herkenrath und Heinz Wewers 24 Spiele und erzielte sechs Tore. Mit Trainer Günter Hentschke erreichte RWE den fünften Platz. Auch im zweiten Jahr in der II. Division – jetzt stürmte er zusammen mit Eckehard Feigenspan und Heinz-Dieter Hasebrink – hatte er mit 23 Spielen und fünf Treffern fast die gleichen Daten vorzuweisen und die Mannschaft von der Hafenstraße belegte den sechsten Rang. Damit war RWE zur Saison 1963/64 für die neue Fußball-Regionalliga West qualifiziert. In den ersten zwei Runden mit Trainer Fred Harthaus gehörten die Bergeborbecker nicht der Spitzengruppe an.
Dies änderte sich im Jahr der Fußball-Weltmeisterschaft 1966 in England, als Trainer Fritz Pliska hinter Meister Fortuna Düsseldorf die Vizemeisterschaft erringen konnte, wozu Weinberg auf Rechtsaußen in 29 Spielen sechs Tore beigesteuert hatte und das neue Flügeltalent Willi Lippens auf Linksaußen in 32 Spielen 14 Tore erzielt hatte. In der erfolgreichen Aufstiegsrunde war Weinberg in allen sechs Begegnungen gegen St. Pauli, den 1. FC Saarbrücken und FC Schweinfurt 05 aktiv und erzielte auch zwei Tore zum Bundesliga-Aufstieg. Herbert Weinberg bestritt in der Bundesligasaison 1966/67 für RWE an der Seite der Neuzugänge Peter Dietrich und Heinz Simmet 33 Spiele. Am Ende der Runde konnte der Abstieg aber nicht verhindert werden.
Mit dem Trainernovizen Erich Ribbeck zog man durch die Vizemeisterschaft in der Regionalliga West 1967/68 sofort in die Bundesliga-Aufstiegsrunde ein, belegte aber auch dort hinter Hertha BSC den zweiten Platz und musste ein weiteres Jahr in der Zweitklassigkeit verbringen. In der folgenden Runde 1968/69 setzte sich Essen aber in der Aufstiegsrunde gegen den VfL Osnabrück, Karlsruher SC, Tasmania 1900 und TuS Neuendorf erfolgreich durch und zog zur Runde 1969/70 wieder in das Fußball-Oberhaus ein. Weinberg hatte in der Aufstiegsrunde 28 Regionalligaspiele absolviert und fünf Tore erzielt und alle acht Aufstiegsrundenspiele bestritten, dies an der Seite von Willi Lippens – „Ente“ schoss zehn Tore in der Aufstiegsrunde – und auch drei Treffer erzielt. Weinberg spielte mit Essen zwei Jahre in der Bundesliga und absolvierte von 1969 bis 1971 48 Spiele mit drei Toren, ehe er 1971/72 wiederum in der Regionalliga die Verbandsspiele zu bestreiten hatte. Der technisch beschlagene Fleißarbeiter im Angriff und Mittelfeld feierte 1972 als Vizemeister seinen vierten Einzug in die Bundesliga-Aufstiegsrunde. Kickers Offenbach setzte sich aber in den Aufstiegsspielen durch und RWE unternahm 1972/73 einen erneuten Anlauf zur Bundesligarückkehr.
Am zweiten Spieltag der Saison 1972/73, am 6. August 1972, bei der 0:2-Heimniederlage gegen Fortuna Köln, absolvierte der 33-jährige Routinier sein letztes Regionalligaspiel für Rot-Weiss Essen. In der 67. Minute wurde er von Trainer Horst Witzler für Dieter Bast in das Mittelfeld neben Diethelm „Didi“ Ferner und Günter „Nobby“ Fürhoff eingewechselt. Nach insgesamt 305 Spielen und 51 Toren – 151 Regionalligaspiele mit 30 Toren und 81 Bundesligaspiele mit vier Toren – für Rot-Weiss Essen endete Herbert Weinbergs aktive Laufbahn verletzungsbedingt wenig später. Bei einem Trainingsspiel in einer Turnhalle im Januar 1973 krachte Weinberg nach einem Zweikampf mit dem Kopf gegen die Betonwand und zog sich dabei einen Schädelbasisbruch zu. Seine Genesung dauerte ein halbes Jahr, dass er in dieser Zeit nichts vom Verein hörte, sorgte zum Bruch mit dem Verein. Der Ex-Präsident Georg von Wick besorgte Weinberg eine Anstellung bei der Commerzbank, für die er 26 Jahre lang bis zu seiner Pensionierung arbeitete.
Weinberg fiel häufig durch seine Schwalben im Strafraum auf, für die es zur damaligen Zeit noch keine Handhabung gab, was dazu führte, dass er etliche Elfmeter schindete, jedoch nie verwarnt wurde. Dies brachte ihm den Beinamen "Rollstuhl"-Herbert ein.
Im RWE-Buch ist über Weinberg notiert:

„Als Rechtsaußen war er auf Grund seines enormen Arbeitspensums ein Vorbild für die Mitspieler. Der Mannschaftskapitän überzeugte zugleich mit seiner Dribbelkunst und Schnelligkeit“

Er lebt heute (2020) in Essen-Borbeck, wo er seit vielen Jahren ein Haus besitzt.